# LesGaiCineMad
LesGaiCineMad, Festival International de Cinéma LGBT de Madrid, est un festival de cinéma organisé depuis 1996 dans la communauté de Madrid (Espagne).
Il est organisé par la Fundación Triángulo.